# Londinières

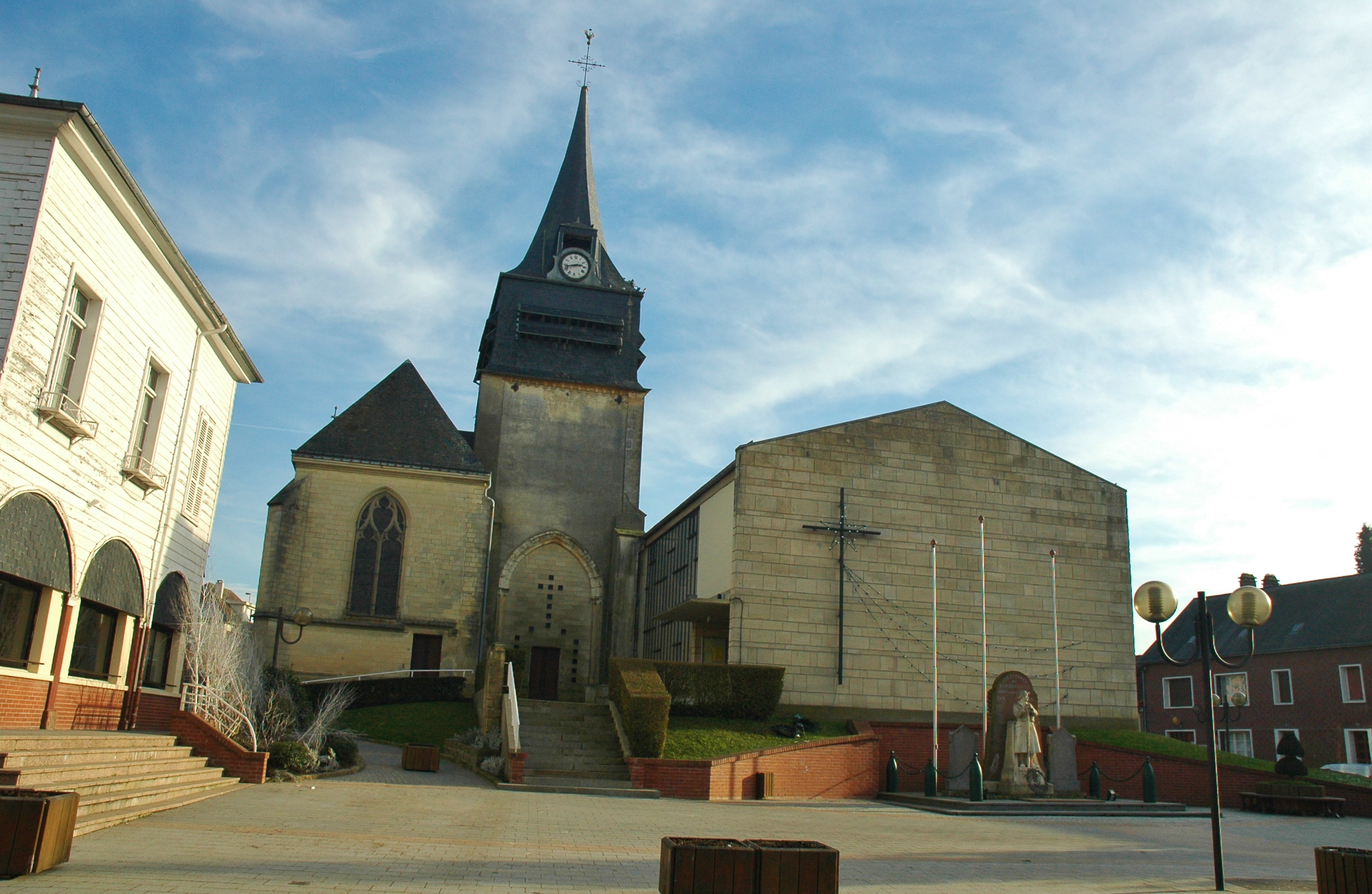
Kerk

Londinières is een gemeente in het Franse departement Seine-Maritime (regio Normandië) en telt 1158 inwoners (1999). De plaats maakt deel uit van het arrondissement Dieppe. Tot en met 2014 was het de hoofdplaats van het Kanton Londinières. Sindsdien is het ingedeeld bij het kanton Neufchâtel-en-Bray.

## Geografie
De oppervlakte van Londinières bedraagt 18,7 km², de bevolkingsdichtheid is 61,9 inwoners per km².
De onderstaande kaart toont de ligging van Londinières met de belangrijkste infrastructuur en aangrenzende gemeenten.

## Demografie
Onderstaande figuur toont het verloop van het inwonertal (bron: INSEE-tellingen).